# HMS M22
HMS M22  був монітором типу М15 Королівського флоту. Пізніше був перероблений на мінний закладач  та перейменований на HMS Medea.  Потонув під час буксирування до місця утилізації 2 січня 1939 року.

## Перша світова війна
«M22» служив у Середземномор'ї з вересня 1915 по грудень 1918 року. 

## Міжвоєнна служба
Брав участь у інтервенції Антанти у регіоні Чорного моря з червня по вересень 1919 року. Зокрема разом з іншим британським монітором М18 обстрілював позиції Червоної армії під Генічеськом. На початку серпня 1919 року здійснив вогневий наліт на укріплення в Очакові.
«M22» був відбуксирований додому та перетворений на мінний закладач в 1920 році. Перейменований на HMS Medea 1 грудня 1925 року, він став навчальним кораблем у січні 1937 року. 